# Jan Woltjer (astrónomo)
Jan Woltjer (Ámsterdam, 3 de agosto de 1891 – Leiden, 28 de enero de 1946) fue un astrónomo holandés.

## Semblanza
Woltjer era hijo del erudito clásico Jan Woltjer. El 13 de diciembre de 1916 se casó con Hillegonda de Vries en Groninga. Trabajó como investigador y docente en la Universidad de Leiden, donde Gerard Kuiper fue uno de sus alumnos.
Era el padre del astrónomo Lodewijk Woltjer (nacido en 1930), que fue director general del Observatorio Europeo Austral de 1975 a 1987. 

## Eponimia
- El cráter lunar Woltjer lleva este nombre en su memoria.[2]
- El asteroide (1795) Woltjer[3] también conmemora su nombre.